# Tomaž Mavrič
Tomaž Mavrič (ur. 9 maja 1959 w Buenos Aires) – argentyński duchowny rzymskokatolicki pochodzenia słoweńskiego, od 2016 przełożony generalny Zgromadzenia Misji.

## Życiorys
Urodził się w Argentynie. Święcenia kapłańskie przyjął 29 czerwca 1983. 5 lipca 2016 został wybrany przełożonym generalnym Zgromadzenia Misji i Sióstr Miłosierdzia. 3 lipca 2022 został ponownie wybrany na to stanowisko. 